# Palazzo del Ridotto
Le Palazzo del Ridotto se trouve au centre historique de Cesena, donnant sur l’avenue Giuseppe Mazzini, derrière lequel la Piazza Bufalini le sépare de l’antique Bibliothèque Malatestiana.

## Histoire
La construction du Palazzo del Ridotto a débuté en 1401 sur le lieu occupé précédemment par le Palazzo del Podestà, élargi entre 1466 et 1472 à la demande du pape Paul II, avec des créneaux, une loggia décorée de fresques et une tour civique. Il fut le siège du Conseil des Conservateurs, ainsi que celui du Conseil des Sages et du Conseil Municipal, qui étaient les principaux organismes représentant la commune à l’époque pontificale.
Après le  transfert des services et conseils au Palazzo Albornoz (Palazzo Comunale) en 1722, l’édifice devient le lieu de rencontre de la noblesse citadine et, par déformation linguistique du mot ritrovo (« rencontre ») qui en dialecte romagnol devient ardota (« regroupement »), puis déformé en Ridotto.
Après l’élection du pape Pie VI, descendant d’une des familles les plus influentes de Cesena, les nobles décidèrent de consacrer à leur fils le plus célèbre une grande statue sur la façade de l’édifice. L'occasion se présente sept années plus tard, en 1782, alors que Pie VI passe par Cesena, de retour de Vienne et, pour lui rendre hommage, les nobles précédèrent à une restauration de la façade. Les travaux dirigés par  l’architecte pontifical de Cesena Cosimo Morelli durèrent de 1782 à 1787. La niche destinée à la statue resta vide pendant quatre années, jusqu’au  jour de l’inauguration le 30 septembre 1792.

## Architecture
L'extérieur garde les caractéristiques de l’ancien palais : le côté est remonte au premier édifice du XVe siècle et porte une inscription en mémoire des martyrs juifs de Cesena. Le côté ouest est de 1870, le campanile fut restructuré dans sa forme actuelle en 1742. La façade principale est de 1882-1887, œuvre de  Cosimo Morelli, elle présente trois armoiries papales et la dédicace à Pie VI et sa majestueuse statue de bronze (3,15 m de haut) placée dans sa niche en 1791.

## Le Palazzo aujourd’hui
La loggia inférieure accueille aujourd’hui la « Galerie Communale d'Art », alors que l’étage supérieur a été transformé en salle de conférence en 1970.

## Galerie de photos

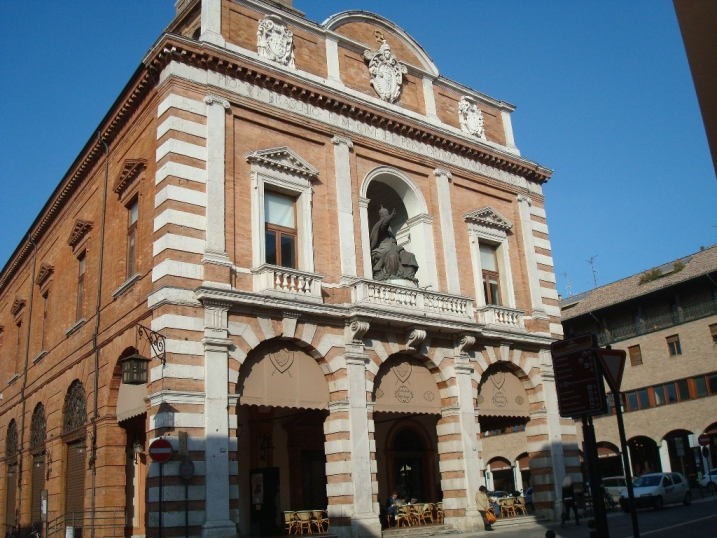
La façade principale.
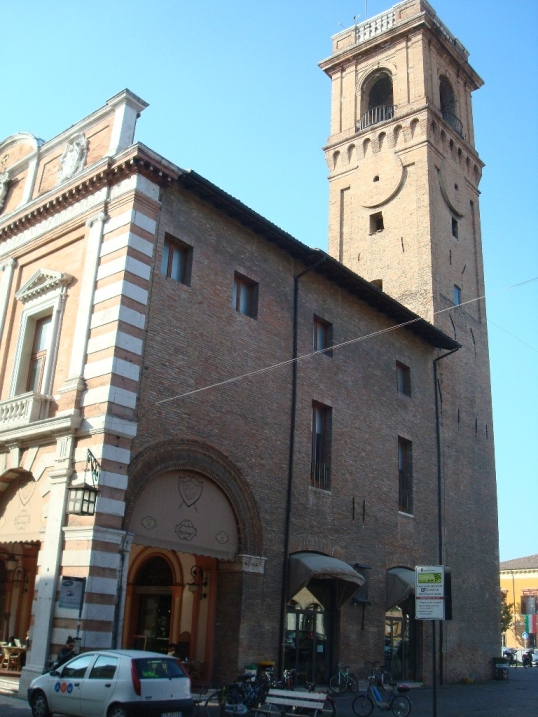
Le campanile.

## Sources
- (it) Cet article est partiellement ou en totalité issu de l’article de Wikipédia en italien intitulé « Palazzo del Ridotto » (voir la liste des auteurs).